# Frusna vägar
Frusna vägar är en svensk realityserie som sänds på TV3 och Viaplay. Första säsongen hade premiär 2018. Den tolfte säsongen har en planerad premiär på samma kanal den 31 oktober 2023.

## Handling
I serien följs bilbärgare från norra delen av Sverige som hjälper personer som på grund av snö, is och kyla hamnat i problem i trafiken.

## Medverkande
Under de år som serien har visats har både nya personer tillkommit medan andra lämnat serien. Bland de som deltagit under åren kan bland andra Daniel ”Danne” Söderberg, Stefan Holmgren och Kent Jonsson nämnas. 